# Plexippus frendens
Plexippus frendens là một loài nhện trong họ Salticidae.
Loài này thuộc chi Plexippus. Plexippus frendens được Tord Tamerlan Teodor Thorell miêu tả năm 1881.